# Virgen de Argeme

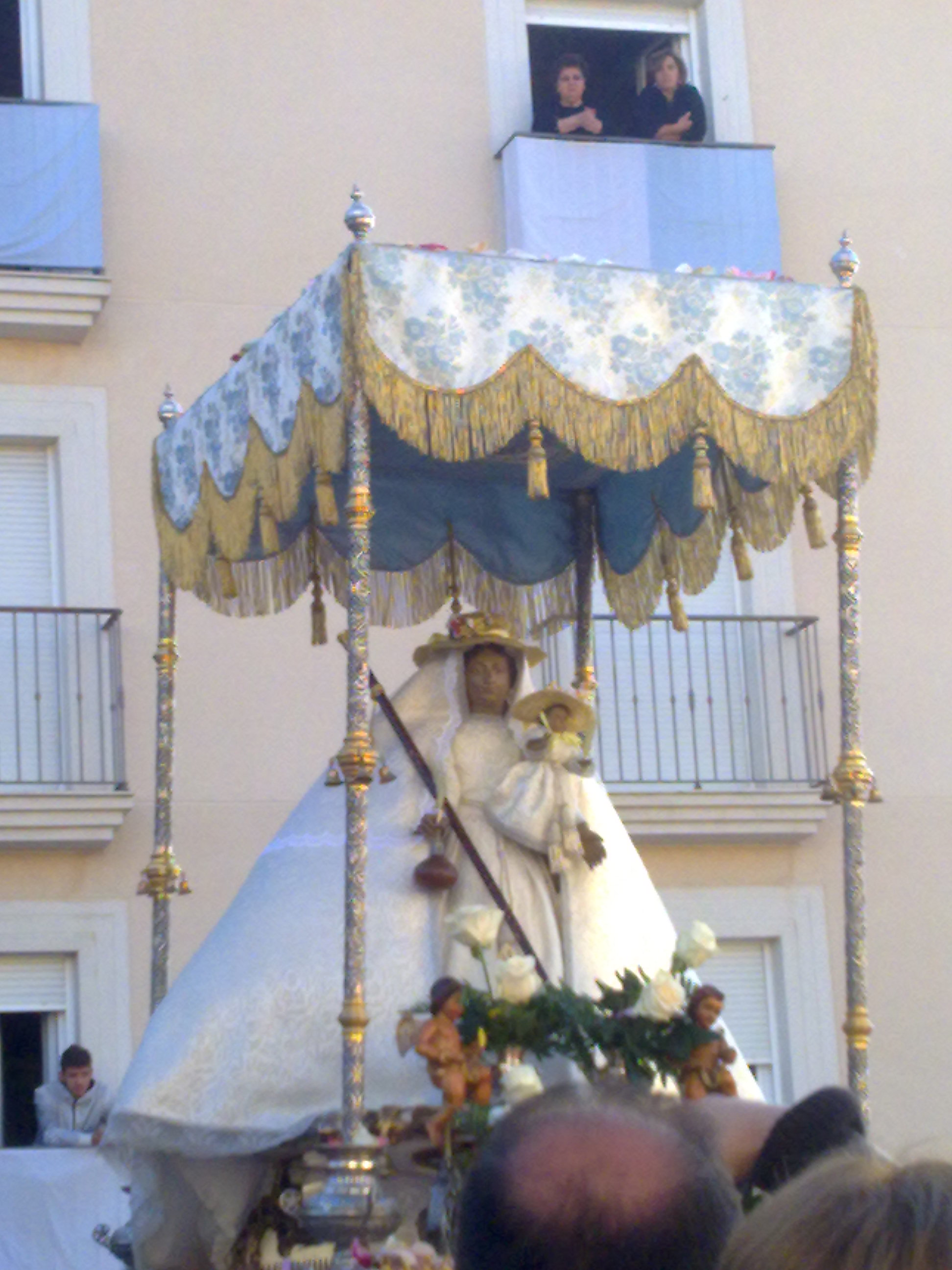
Virgen de Argeme mirando hacia la ciudad vieja de Coria en el canto de la salve el día de la Romería de 2011.

La Virgen de Argeme  es una advocación mariana venerada en el municipio cacereño de Coria.

## La devoción
La devoción a la Virgen de Argeme se remonta a la Reconquista. Las primeras rogativas se hacen en el siglo XVII, llegando la costumbre hasta nuestros días. Las venidas a la ciudad se establecieron primero cada cuatro años y, a finales del siglo XX, cada año. León XIII, por solicitud del obispo Ramón Peris Mencheta, la nombrará patrona de Coria y de la Diócesis de Coria-Cáceres.
Será coronada el 20 de mayo de 1956, bajo el pontificado de Pío XII, por el entonces obispo titular Manuel Llopis Ivorra y por el entonces nuncio apostólico en España, Monseñor Ildebrando Antoniutti. 
La encargada del culto a la imagen es la Venerable y Pontifical Cofradía de Nuestra Señora de Argeme, fundada hacia 1620 y que hoy cuenta con más de 4.000 cofrades.
En 2006, con motivo del L Aniversario de la Coronación Canónica, fue nombrada Alcaldesa Honoraria y Perpetua de la Ciudad por el pleno municipal. 

## La imagen

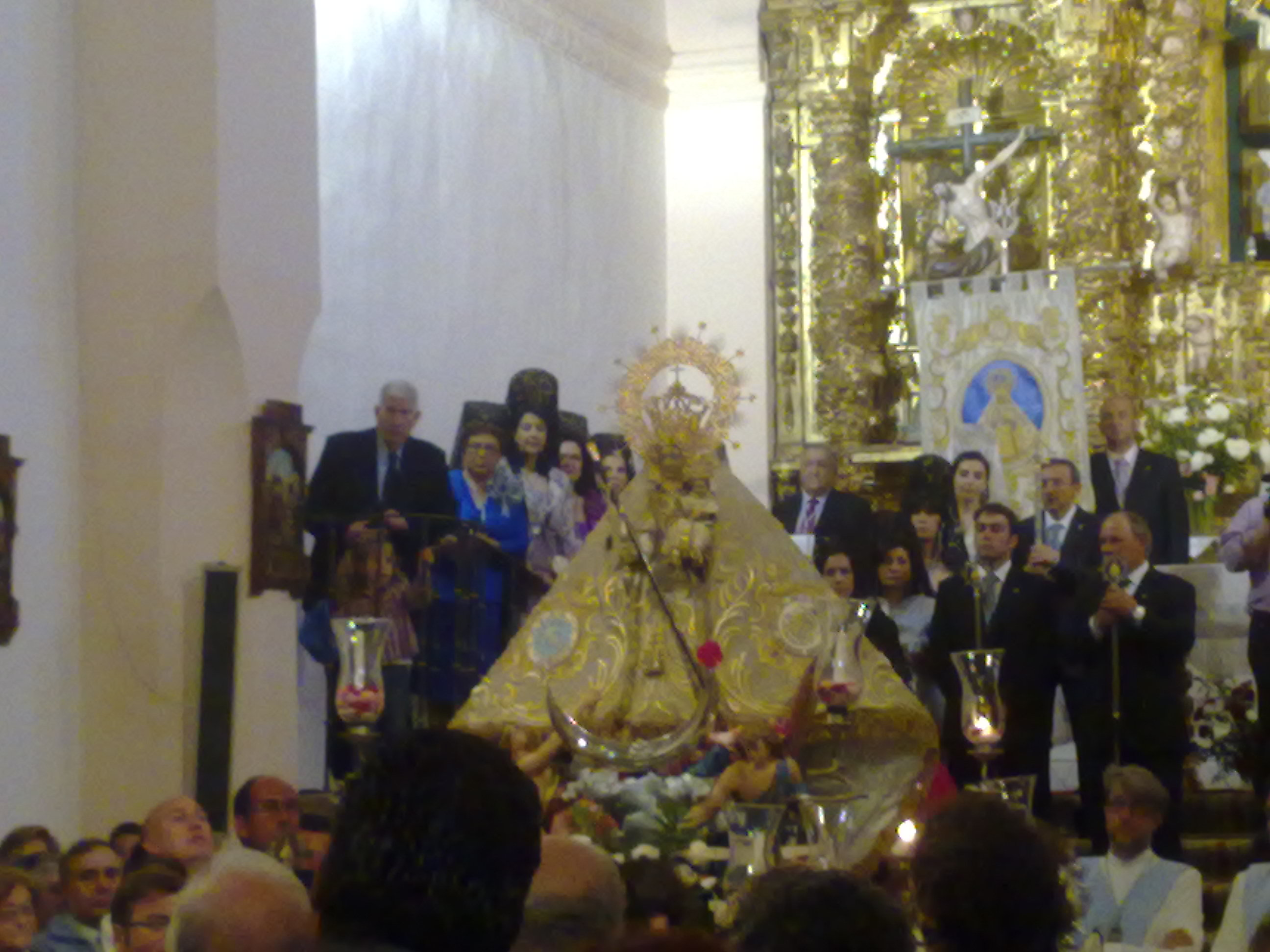
Virgen de Argeme en el Convento de la Madre de Dios

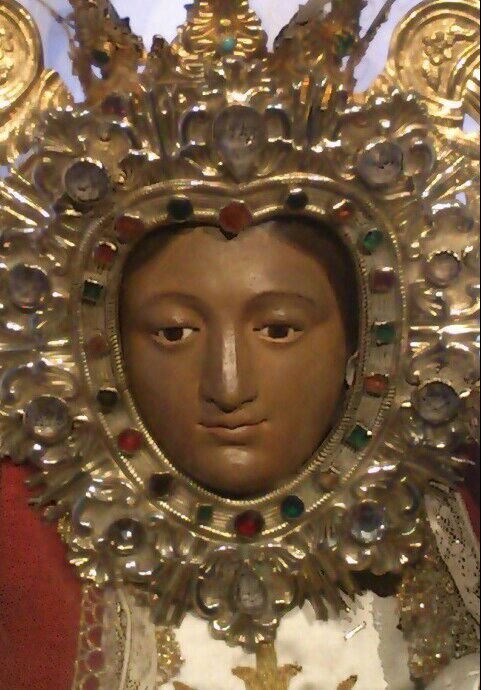
Rostro de la imagen de la Virgen de Argeme

La imagen se presenta como una virgen de gloria, con atributos que aparecen en el capítulo 11 del Apocalipsis. Se trata de una mujer de pie, coronada de estrellas y con la media luna a los pies. Se halla sobre una peana con dos grandes querubines, muy característica, comprada en 1881. Asimismo, cuenta con otra peana, más pequeña, con tres cabezas de querubines, para su estancia en el camarín del retablo mayor de la catedral. Esta pieza procede del antiguo Seminario Conciliar y era la que soportaba la imagen de la Inmaculada en el retablo mayor de la capilla.
La imagen original de la Virgen de Argeme es una talla románica, datada hacia el siglo XIII. Muy similar a la imagen de la Virgen de Guadalupe, podría haber sido la imagen de campaña que llevaba Alfonso VII cuando reconquistó la ciudad. Con el paso de los años, fue adaptada a los gustos dieciochescos, para vestirla. Esto supuso la retirada de la mano derecha, que se sustituyó por otra para sostener el cetro.
Probablemente dañada durante la guerra de Independencia, se decide realizar una nueva imagen acorde con los gustos de la época. Sobre la imagen original se monta un nuevo busto, con brazos articulados, probable obra del escultor madrileño Ramón María García. La nueva imagen se bendice en 1830. Esta intervención es la que le da a la imagen el aspecto que ofrece hoy en día.

## El ajuar

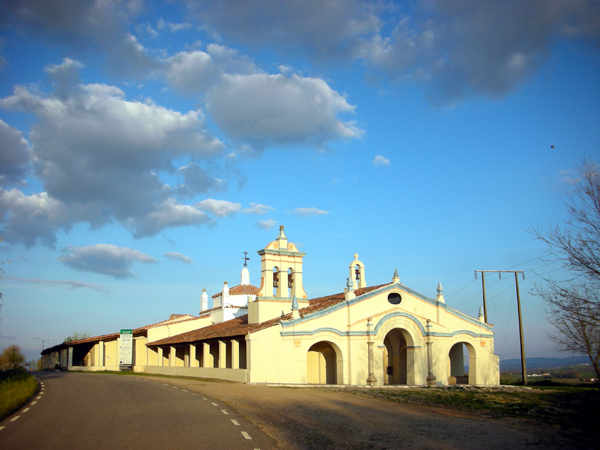
Santuario de Argeme

- Manto de la Coronación: realizado en tisú de plata bordado en oro. Fue confeccionado por las Adoratrices Benitas de Madrid en 1956 y estrenado en la ceremonia de coronación. Luce los escudos de la Ciudad de Coria, del Cabildo de la Catedral y del obispo Llopis.
- Manto rosa: de lana bordada en plata a realce, de finales del siglo XIX. Luce el anagrama de María en la cola y dos medallones con sendas fuentes.
- Manto del pozo: de tisú de seda celeste bordado en plata a realce. Fue un regalo del obispo Joaquín López Sicilia, que había sido obispo de Coria, cuando ya ocupaba la sede de Valencia, después de 1832. Lleva una fuente bordada en la saya, la cual le da nombre. Era el preferido para rogativas de lluvia.
- Manto del chantre: Brocado de seda con puntillas en plata. Regalo del chantre de la catedral de Coria en 1804.
- Manto granate: terciopelo granate con bordados en oro. Regalo del obispo Antonio María Sánchez-Cid Carrascal con motivo de la primera peregrinación diocesana al santuario, en 1856.
- Corona de la Coronación: obra del taller de joyería Cordón, de Salamanca. Elaborada en oro, con esmeraldas, brillantes y perlas. Presenta una composición de corona cerrada, con un canasto calado y muy alto, ocho diademas y cruz. La aureola presenta ocho estrellas intercaladas de ráfagas de diamantes.
- Corona rococó: de plata en su color, seguramente del siglo XVIII. Presenta canasto vegetal, decorado con cristales verdes. De él parten seis diademas que rematan en una cruz. La aureola, muy reducida, presenta rayos biselados y seis estrellas. De la cruz cuelga una paloma que representa al Espíritu Santo.
- Bastón de mando y llaves de la ciudad: regalados por la ciudad de Coria en 2006, tras su nombramiento de Alcaldesa Honoraria. El bastón es de madera lacada con el puño de oro y el escudo de la ciudad esmaltado. La llave es de plata en su color y lleva igualmente el escudo de Coria esmaltado.